# Correpressor
Un correpressor és una proteïna que redueix l'expressió gènica mitjançant la seva unió a una altra molècula, coneguda amb el nom d'activador o factor de transcripció, que conté un domini d'unió a ADN. El correpressor és incapaç d'unir ADN per si mateix, impedint als gens formar ARN missatger i regulant la biosíntesi de les proteïnes.
Un correpressor pot reprimir l'inici de la transcripció mitjançant el reclutament d'histones deacetilases capaços de catalitzar la retirada dels grups acetils dels residus de lisina. D'aquesta manera, s'incrementa la càrrega positiva neta de les histones enfortint la seva interacció amb l'ADN, el que disminueix dràsticament l'accessibilitat de la maquinària de transcripció als gens situats a la regió diana.